# Simonstilstand
|  | Denne artikel er oprettet af botten PalnaBot ud fra en ekstern database. Den kan derfor have sproglige fejl eller mangler. Denne skabelon kan fjernes efter kontrol af indholdet. |

Simonstilstand er en film instrueret af Jacob Damma.

## Handling
Simon er aldrig kommet sig over tabet af sin elskede. Nu sidder han i sofaen og drømmer tilbage til livet som radiovært, som slank og som dameforfører. Simon gør forsøg på at få sit gode liv tilbage, men forgæves. Den største modstand kommer indefra.